# Угловка (Курганская область)
Угловка — упразднённая деревня в Петуховском районе Курганской области. Входила в состав Стрелецкого сельсовета. Исключена из учётных данных в 1969 году.

## География
Располагалась у северного берега озера Угловое, приблизительно в 1,5 км (по прямой) к северо-западу от села Стрельцы.

## История
До 1917 года входила в состав Теплодубровской волости Ишимского уезда Тюменской губернии. По данным на 1926 год деревня состояла из 22 хозяйства. В административном отношении входила в состав Теплодубровского сельсовета Петуховского района Ишимского округа Уральской области. В 1957 году в результате объединения Большегусиновского и Тепло-Дубровинского сельсоветов образуется Богдановский сельсовет. В 1960 году деревня передана в состав Октябрьского сельсовета. Решением Облисполкома № 328 от 30.09.1968 года образован Стрелецкий сельсовет с центром, в состав которого вошла и деревня Угловка. 17.06.1969 г. — Решением № 236 Курганского облисполкома из Стрелецкого сельсовета исключаются как сселившиеся деревни Угловка и Чаешное.

## Население
По данным переписи 1926 года в деревне проживало 120 человек (58 мужчин и 62 женщины), в том числе: русские составляли 100 % населения.